# Gaspar Betancourt Cisneros
Gaspar Betancourt Cisneros (Puerto Príncipe, 1803-La Habana, 1866) fue un empresario, escritor y periodista cubano, independentista y defensor de posturas anexionistas de la isla de Cuba a los Estados Unidos.

## Biografía
Nacido el 28 de abril de 1803 en Puerto Príncipe (actual Camagüey), usó el seudónimo «El Lugareño». Se educó en los Estados Unidos, donde colaboró en el Mensajero Semanal. Regresó a Cuba en 1832. Allí, en la Gaceta de Puerto Príncipe y más adelante en El Fanal, publicó artículos científicos, literarios, críticos, sobre industria, colonización y agricultura, entre otros temas. Fomentó la enseñanza pública y fundó escuelas para pobres. Betancourt, que llevó a cabo también una excursión científica por la isla de Cuba, fundó una colonia agrícola y creó y estableció el ferrocarril de Nuevitas a Puerto Príncipe, de cuya empresa fue presidente. En 1846 fue hecho preso y desterrado, con sus bienes confiscados. Vivió entonces de la enseñanza en los Estados Unidos. Marchó luego a Europa y, tras amnistía, regresó a Cuba en 1861, donde colaboró en El Siglo. Falleció en diciembre de 1866, el día 7, en La Habana. Abolicionista —defendía la importación de mano de obra "blanca" desde Europa para sustituir a los esclavos— y partidario de la independencia de Cuba, fue difusor de propaganda antiespañola y mantuvo posturas anexionistas de la isla a los Estados Unidos.

«Españoles somos, y españoles seremos engendraditos y cagaditos por ellos, oliendo a guachinangos, sambos, gauchos, negros, Paredes, Santa Anna, Flores &. &. ¡Qué dolor, Saco mío! ¡Qué semilla!
Gaspar Betancourt en una carta a José Antonio Saco. (Alfaro Velázquez, 2010 y Castellanos y Castellanos, 1990, p. 43)